# مارثا كوين
مارثا كوين (بالإنجليزية: Martha Quinn)‏ هي مقدمة برامج إذاعية وممثلة أمريكية، ولدت في 11 مايو 1959 بألباني في الولايات المتحدة.

## وصلات خارجية
- مارثا كوين على موقع IMDb (الإنجليزية)
- مارثا كوين على موقع إن إن دي بي (الإنجليزية)
- مارثا كوين على موقع ديسكوغز (الإنجليزية)
- مارثا كوين على موقع قاعدة بيانات الفيلم (الإنجليزية)